# Synchronizované plavání na Letních olympijských hrách 2000
Synchronizované plavání na Letních olympijských hrách 2000 poprvé ovládly ruské plavkyně. Dějištěm soutěží bylo od 24. do 29. září Sydneyské mezinárodní středisko vodních sportů v Olympijském parku v Homebush Bay.

## Průběh soutěží
Necelé dva měsíce před olympijskými hrami byla Ruska Maria Kiseljovová potrestána za doping (užití efedrinu a musela odevzdat zlato z mistrovství Evropy. Dostala ale pouze měsíční trest a mohla vyrazit do Sydney. Na nich   se odehrál očekávaný duel Kiseljovové s partnerkou Olgou Brusnikinovou s japonskou dvojicí Mija Tačibanová a Miho Takedová. Rusky vsadily na japonské motivy s prvky z karate a japonským hudebním doprovodem a zvítězily. Ve finále dostaly samé maximální známky (10,0) s výjimkou známky za technickou hodnotu od japonské rozhodčí Džunkó Kojamové (9,9).
Českou republiku reprezentovala dvojice Soňa Bernardová a Jana Rybářová, která obsadila patnácté místo, necelé dva body za postupem do dvanáctičlenného finále.
V soutěži družstev se překvapení nekonala, na prvních sedmi místech se udála jediná změna proti mistrovství světa 1998. Rusky zvítězily skladbou s hudebním doprovodem Modesta Petroviče Musorgského (Noc na lysé hoře).

## Medailistky
| Soutěž   | Zlato | Stříbro | Bronz |
| -------- | --- | --- | --- |
| Dvojice  | Rusko (RUS) 99,580 · Olga Brusnikinová · Maria Kiseljovová | Japonsko (JPN) 98,650 · Mija Tačibanová · Miho Takedová                                                                                                | Francie (FRA) 97,437 · Virginie Dedieuová · Myriam Lignotová |
| Družstva | · Rusko (RUS) 99,146 · Jelena Azarovová · Olga Brusnikinová · Maria Kiseljovová · Olga Novokščenovová · Irina Peršina · Jelena Sojová · Julija Vasiljevová · Olga Vasjukovová · Jelena Antonovová | · Japonsko (JPN) 98,860 · Ajano Egami · Raika Fudžii · Joko Isoda · Rei Džimbo · Mija Tačibana · Miho Takeda · Joko Joneda · Juko Joneda · Juri Tacumi | · Kanada (CAN) 97,357 · Lyne Beaumont · Claire Carver-Dias · Erin Chan · Catherine Garceau · Fanny Létourneau · Kirstin Normand · Jacinthe Taillon · Reidun Tatham · Jessica Chase |